# Lettres morales
Les Lettres morales ont été rédigées par Jean-Jacques Rousseau de novembre 1757 à février 1758. 
Il s'agit de six lettres de quelques pages, adressées à la comtesse Sophie d'Houdetot, femme mariée pour laquelle l'auteur éprouvait un amour qui ne put être que platonique. Il essaya de sublimer cette déception en des missives pédagogiques dont les thèmes sont la vertu et le bonheur. 
Des passages des deux dernières lettres ont été reprises plus tard dans Émile ou De l'éducation en 1762.
Destinées à la publication, elles restèrent à l'état de brouillon et ne furent éditées qu'en 1888.